# Feofityny

Feofityna a

Feofityny – organiczne związki chemiczne o oliwkowo-brunatnej barwie, będące cząsteczkami chlorofili, w których atom magnezu został zastąpiony przez dwa atomy wodoru. Związki te można uzyskać poprzez działanie kwasem na chlorofile. Feofityny są naturalnie obecne w częściach zielonych roślin, gdzie biorą udział w przenoszeniu elektronów w fazie jasnej fotosyntezy.